# Batcombe (Somerset)
Pour l’article homonyme, voir Batcombe.
Batcombe est une paroisse civile et un village du Somerset, en Angleterre.